# تل حکوان
تل حکوان در شهرستان شیراز، روستای علی‌آباد واقع شده و این اثر در تاریخ ۲۵ اسفند ۱۳۷۹ با شمارهٔ ثبت ۳۴۱۳ به‌عنوان یکی از آثار ملی ایران به ثبت رسیده است.